# Protonska črpalka
Protonska črpalka je beljakovinski transportni sistem, ki omogoča nastanek elektrokemijskega gradienta protonov (H+) čez notranjo mitohondrijsko in druge biološke membrane. Protonska črpalka potrebuje za prenos protonov v celični razdelek, kjer je sicer koncentracija protonov višja, energijo (običajno v obliki ATP). Protonski gradient, ki ga ustvari protonska črpalka, je nato udeležen v različnih celičnih procesih, na primer pri prenosu ionov in malih molekul čez celične membrane, pomemben pa je tudi za sekrecijo želodčne kisline v želodčni sluznici. Izraz se tako v ožjem pomenu tudi uporablja za encim H+/K+-ATPaza, ki se nahaja na apikalni membrani acidogenih celic in ki pri aktivaciji sekrecije želodčne kisline ob porabi ATP prenaša protone iz celice v svetlino želodčne žleze v zamenjavo za kalijeve ione, ki sicer uhajajo iz celice skozi kalijeve kanalčke, kloridni ioni difundirajo iz celice pasivno zaradi električnega privleka izločenih kationov.